# زینوبیانی
زینوبیانی (به لاتین: Zinobiani) یک منطقهٔ مسکونی در گرجستان است که در شهرداری قوارلی واقع شده‌است. زینوبیانی ۳۳۷ نفر جمعیت دارد.